# Асудалык
«Асудалык» — туркменский футбольный клуб. Представлял столицу страны город Ашхабад.
Клуб основан в 2000 году под названием «Галкан». В дебютном для себя сезоне чемпионата Туркменистана 2000 года клуб занял 7 место в турнире. С 2003 года клуб именовался как «Асудалык». Лучшим результатом клуба в чемпионате является четвёртое место, которое он занимал в сезонах 2001 и 2003 годов. В Кубке Туркменистана 2004 года «Асудалык» дошёл до финала, где уступил «Небитчи» со счётом 0:1. Несмотря на успешное выступление, после окончания сезона клуб был расформирован.
В составе команды играли футболисты, имевшие опыт выступления за национальную сборную Туркменистана. Ими являются: Фархат Базаров, Шохрат Дурдыев, Вячеслав Сударев, Вячеслав Кренделёв, Мурат Хамраев, Сергей Плющенко, Амандурды Аннадурдыев, Артём Никитенко, Гахрыманберды Чонкаев.

## Достижения
- Финалист Кубка Туркменистана: 2004

## Результаты
| Сезон | Див. | Место | Кубок Туркменистана |
| ----- | ---- | ----- | ------------------- |
| 2000  | I    | 7     | 1/4 финала          |
| 2001  | I    | 4     |                     |
| 2002  | I    | 8     | 1/4 финала          |
| 2003  | I    | 4     | 1/4 финала          |
| 2004  | I    | 6     | Финалист            |